# Томмі і Таппенс
Томмі і Таппенс (англ. Tommy and Tuppence) — персонажі детективних романів англійської письменниці  Агати Крісті, детективи. мають типові характери персонажів цієї письменниці. Їхні повні імена Томас Бересфорд та Пруденс Коулі. У перший раз Томмі і Таппенс з'явилася в романі «Таємничий супротивник» (1922). Персонажі почали своє життя як шантажисти (в пошуках пригод і грошей), але робота детективами виявилася набагато вигіднішою та цікавішою.
Вони з'являються разом у чотирьох романах і одній збірці оповідань. У своїх ранніх романах Крісті, зображує їх як типових представників середнього класу, а розповіді за їхньою участю виразніші, ніж твори з іншими персонажами. Вони старіють разом, та виховують трьох дітей - близнюків Дебору і Дерека та прийомну доньку, Бетті.  Вони наймають людину на ім'я Альберт, для допомоги їхньому приватному агентству. Вдома вони також мають невеликого собаку на ім'я Ганнібал.